# Santeri Helinheimo Mäntylä
Santeri Helinheimo Mäntylä ist ein finnischer Schauspieler.

## Leben und Karriere
Mäntylä studierte an der Sibelius-Akademie. Sein Debüt gab er 2010 in dem Film Ilmianto. Anschließend spielte er 2012 in Korsoteoria mit. 2016 bekam er in dem Film Lake Bodom eine Hauptrolle. Im selben Jahr trat er in Syysprinssi auf.
Von 2015 bis 2019 wurde Mäntylä für die Serie Koukussa gecastet. Seine nächste Hauptrolle bekam er in der Serie Sininen enkeli. 2023 trat im Musical Cabaret in Turku City Theatre auf.

## Filmografie
Filme
- 2010: Ilmianto
- 2012: Korsoteoria
- 2016: Lake Bodom (Bodom)
- 2016: Syysprinssi
- 2017: Lauri Mäntyvaaran tuuheet ripset
- 2017: Yösyöttö
- 2019: Tarhapäivä
- 2021: Vuosisadan häät

Serien
- 2002–2003: JUU EI
- 2015–2019: Koukussa
- 2016: Bitwisards
- 2017: Onnela
- 2019: Taisto: muovista ja rakkaudesta
- 2020: Hotel Swan Helsinki
- 2020: Paras vuosi ikinä
- 2020: Nurses
- 2022: Sininen enkeli
- 2022: True Story Suomi